# Puchar Narodów Afryki 2025 (kwalifikacje)/Grupa B
Grupa B jest jedną z dwunastu grup eliminacji do turnieju o Puchar Narodów Afryki 2025. Składa się z czterech wymienionych niżej reprezentacji:
- Maroko
- Gabon
- Republika Środkowoafrykańska
- Lesotho

## Tabela
| Lp. | Drużyna                          | M | Z | R | P | B+ | B- | +/– | Pkt | Kwalifikacja      |
| --- | -------------------------------- | - | - | - | - | -- | -- | --- | --- | ----------------- |
| 1   | Maroko (A)                       | 6 | 6 | 0 | 0 | 25 | 2  | +23 | 18  | Awans na PNA 2025 |
| 2   | Gabon (A)                        | 6 | 3 | 1 | 2 | 7  | 9  | −2  | 10  | Awans na PNA 2025 |
| 3   | Lesotho (E)                      | 6 | 1 | 1 | 4 | 2  | 13 | −11 | 4   |                   |
| 4   | Republika Środkowoafrykańska (E) | 6 | 1 | 0 | 5 | 3  | 13 | −10 | 3   |                   |

|                              | Maroko | Gabon | Republika Środkowoafrykańska | Lesotho |
| ---------------------------- | ------ | ----- | ---------------------------- | ------- |
| Maroko                       | X      | 4:1   | 4:0                          | 7:0     |
| Gabon                        | 1:5    | X     | 2:0                          | 0:0     |
| Republika Środkowoafrykańska | 0:4    | 0:1   | X                            | 3:1     |
| Lesotho                      | 0:1    | 0:2   | 1:0                          | X       |

## Mecze

### Kolejka 1
| 5 września 2024 17:00 CEST | Republika Środkowoafrykańska · Mafouta 1', 24' · Koyalipou 62' | 3:1(2:0)Raport | Lesotho · 56' Motebang | Stade El Abdi, Al-Dżadida (Maroko) Sędzia: Youcef Gamouh |
|                            |                                                                |                |                        |                                                          |

| 6 września 2024 20:00 CEST | Maroko · Ziyech 10' (k.), 26' (k.) · Díaz 59' · El Kaabi 82' | 4:1(2:1)Raport | Gabon · 40' (k.) Aubameyang | Stade d’Agadir, Agadir Sędzia: Dahane Beida |
|                            |                                                              |                |                             |                                             |

### Kolejka 2
| 9 września 2024 20:00 CEST | Lesotho | 0:1(0:0)Raport | Maroko · 90+3' Díaz | Stade El Abdi, Al-Dżadida (Maroko) Sędzia: Clement Franklin Kpan |
|                            |         |                |                     |                                                                  |

| 10 września 2024 18:00 CEST | Gabon · Aubameyang 11' (k.) · Babicka 40' | 2:0(2:0)Raport | Republika Środkowoafrykańska | Stade de Franceville, Franceville Sędzia: Peter Waweru |
|                             |                                           |                |                              |                                                        |

### Kolejka 3
| 11 października 2024 20:00 CEST | Gabon | 0:0(0:0)Raport | Lesotho | Stade de Franceville, Franceville Sędzia: Adissa Ligali |
|                                 |       |                |         |                                                         |

| 12 października 2024 21:00 CEST | Maroko · Ezzalzouli 18' · Ounahi 38', 45+2' · Hakimi 45' | 5:0(4:0)Raport | Republika Środkowoafrykańska | Stade d’honneur d’Oujda, Wadżda Sędzia: Alhasan Bass |
|                                 |                                                          |                |                              |                                                      |

### Kolejka 4
| 15 października 2024 15:00 CEST | Lesotho | 0:2(0:0)Raport | Gabon · 55' Babicka · 84' Effaghe | Moses Mabhida Stadium, Durban (Południowa Afryka) Sędzia: Daniel Nii Laryea |
|                                 |         |                |                                   |                                                                             |

| 15 października 2024 21:00 CEST | Republika Środkowoafrykańska | 0:4(0:2)Raport | Maroko · 34', 37' Ben Seghir · 50' (k) En-Nesyri · 65' Ezzalzouli | Stade d’honneur d’Oujda, Wadżda (Maroko) Widzów: 19 920 Sędzia: Naby Laye Toure |
|                                 |                              |                |                                                                   |                                                                                 |

### Kolejka 5
| 14 listopada 2024 14:00 CET | Lesotho · Mokhachane 51' | 1:0(0:0)Raport | Republika Środkowoafrykańska | Free State Stadium, Bloemfontein (Południowa Afryka) Sędzia: Ahmed Arajiga |
|                             |                          |                |                              |                                                                            |

| 15 listopada 2024 20:00 CET | Gabon · Bouanga 4' | 1:5(1:3)Raport | Maroko · 17' Harkass · 20', 23' Díaz · 81' En-Nesyri · 90' Saibari | Stade de Franceville, Franceville Widzów: 19 360 Sędzia: Abongile Tom |
|                             |                    |                |                                                                    |                                                                       |

### Kolejka 6
| 18 listopada 2024 20:00 CET | Republika Środkowoafrykańska | 0:1(0:0)Raport | Gabon · 74' (k) Kanga | Orlando Stadium, Soweto (Południowa Afryka) Sędzia: Dahane Beida |
|                             |                              |                |                       |                                                                  |

| 18 listopada 2024 20:00 CET | Maroko · Díaz 5', 15', 42' · Rahimi 37', 45+2' (k) · En-Nesyri 68' · Saibari 70' | 7:0(5:0)Raport | Lesotho | Stade d’honneur d’Oujda, Wadżda Widzów: 33 000 Sędzia: Jean Jacques Ndala Ngambo |
|                             |                                                                                  |                |         |                                                                                  |

## Strzelcy

### 7 goli
- Brahim Díaz

### 3 gole
- Youssef En-Nesyri

### 2 gole
- Pierre-Emerick Aubameyang
- Shavy Babicka
- Eliesse Ben Seghir
- Abde Ezzalzouli
- Azzedine Ounahi
- Soufiane Rahimi
- Ismael Saibari
- Hakim Ziyech
- Louis Mafouta

### 1 gol
- Denis Bouanga
- Rody Junior Effaghe
- Guélor Kanga
- Neo Mokhachane
- Motebang Sera
- Ayoub El Kaabi
- Achraf Hakimi
- Jamal Harkass
- Goduine Koyalipou